# 欣戈利
欣戈利（Hingoli），是印度马哈拉施特拉邦欣戈利县的一个城镇。总人口184443人（2020年）

## 人口
该地2001年总人口69552人，其中男性35640人，女性33912人；0—6岁人口10594人，其中男5559人，女5035人；识字率67.45%，其中男性为74.36%，女性为60.19%。
而2020年总人口为184443人，其中男性94970人，女性89473人。